# Verloren beschaving

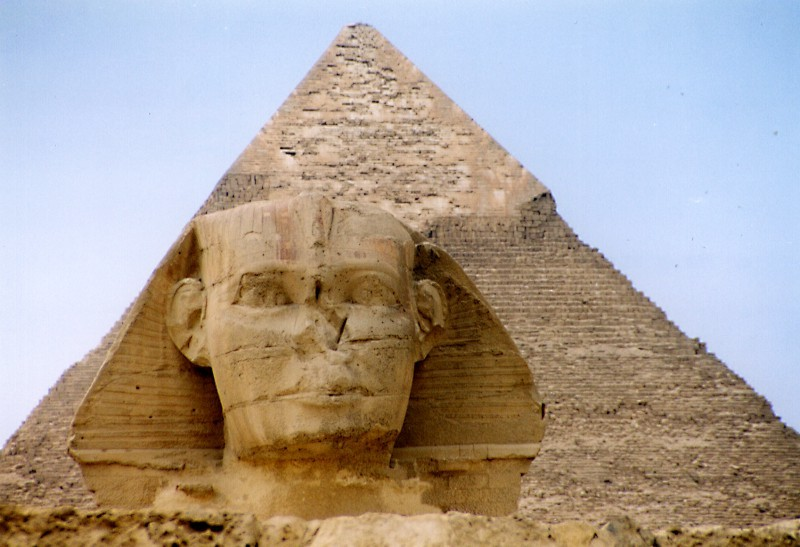
De Sfinx en Piramide van Chefren bij Giza

Een Verloren Beschaving is een vaak genoemd idee onder 'amateurarcheologen' en aanhangers van esoterische wereldbeelden.
Deze beschaving zou rond 10.000 voor Christus zijn ondergegaan. Deze zou de eigenlijke inspiratiebron en voorloper zijn van de bekende beschavingen van Egypte, Mesopotamië, India etc. Hiervan zouden nog maar enkele sporen te vinden zijn in de oudste mythologieën en op moeilijk toegankelijke plaatsen zoals in de oceanen. Vaak worden genoemd Atlantis en Lemuria als namen van deze beschaving.

## Egypte
Een vaak verkondigd idee onder pseudowetenschappers is dat de piramiden gebouwd zijn door een beschaving die bestond lang voordat de Egyptenaren hun bloei kenden. De occultist Edgar Cayce (1877-1945) beweerde dat de piramide van Cheops gebouwd is door vluchtelingen van het verzonken continent Atlantis in ongeveer 10.500 voor Christus.
De Amerikaanse schrijver John Anthony West is van mening dat de verweringspatronen van de Sfinx van Gizeh sporen zijn van watererosie, wat zou aantonen dat dit monument ongeveer 10.000 jaar geleden gemaakt moet zijn (want daarna heeft het daar nauwelijks meer geregend). Ook de egyptoloog Gaston Maspero was hiervan overtuigd. Auteurs zoals Robert Bauval en Graham Hancock zijn geïnspireerd door de ideeën van Edgar Cayce. Zo concludeert Bauval uit de stand van de zogenaamde 'luchtschachten' in de piramide van Cheops dat er een verband bestaat tussen de stand van de sterren, zoals die 10.000 jaar geleden was, en de architectuur van de piramide van Cheops. Hij leidt hieruit echter niet af dat de piramide van Cheops dus gebouwd moet zijn omstreeks deze tijd, maar dat kennelijk deze periode zeer belangrijk was voor de piramidebouwers. Hij sluit niet uit dat er gebouwd is op een oudere locatie.

## IJstijd
Veel schrijvers over verloren beschavingen plaatsen deze in of aan het eind van de laatste ijstijd. Evenals nu zouden toen de meeste grote steden en grote bevolkingsconcentraties aan de kusten, bij bijvoorbeeld riviermondingen, gesitueerd geweest zijn. Bij de zeespiegelstijging omstreeks en na de overgang van de laatste ijstijd naar de huidige warme tijd, die naar geologische maatstaven zeer snel verliep, zouden deze kustplaatsen overstroomd en verwoest zijn. Meer recentelijk worden de onderwaterformaties van Yonaguni genoemd als mogelijke overblijfselen van een verloren beschaving. Met name de pseudowetenschapper Graham Hancock beschrijft in zijn boek 'Underworld' de mogelijkheid dat na de laatste ijstijd veel leefomgevingen van de prehistorische mens door de zeespiegelstijging onder water zijn komen liggen. Yonaguni beschouwt hij bij uitstek als een mogelijkheid dat eerdere beschavingen bouwwerken hebben nagelaten. Ook zouden er nog overblijfselen van gigantische muren, havenkades en gebouwen te vinden moeten zijn aan de randen van de nu onder water gelegen continentale platten in bijvoorbeeld de Atlantische Oceaan, Indische Oceaan en Stille Oceaan.
Graham Hancock schreef ook de triologie Fingerprints of the gods, Magicians of the Gods en America Before over en verloren hoogontwikkelde beschaving. In Fingerprints of the Gods (1995) citeert hij ook uit overgeleverde indiaanse legenden en Spaanse kroniekwerken uit de 16e eeuw. Zo vertelden legenden van de Inca's uit Peru over de witte, bebaarde cultuurheld Viracocha met hoofdstad Tiwanaku aan het Titicacameer, die na een vernietigende vloed de beschaving (her)introduceerde en van de Azteken en Maya's in Mexico over de witte, bebaarde cultuurheld Topiltzin Ce Acatl Quetzalcoatl met hoofdstad Teotihuacan aan het Texcocomeer. Wereldwijd zouden er meer dan vijfhonderd zondvloedlegenden zijn, wat opgevat kan worden als getuigenissen van cataclysmen, die hele beschavingen wegvaagden. Tijdens de laatste IJstijd werden hele dierenpopulaties (bijvoorbeeld de mammoet) uitgeroeid door plotselinge klimaatveranderingen en tussen versplinterde botten en bomen werden ook skeletresten en gereedschap van de mens gevonden. Hancock hamert er op dat C14-datering, vaak de basis waarop oude, stenen monumenten worden gedateerd, slechts opgaat voor organisch materiaal dat in de buurt wordt gevonden. Steen zelf, is er niet mee te dateren. Sommige oude, stenen monumenten zouden daarom hypothetisch ouder kunnen zijn en nagelaten door een verloren hoogontwikkelde beschaving. Inca's zouden van de cyclopische stenen van Sacsayhuaman hebben verteld, ze niet zelf te hebben opgericht. Ook de beroemde Incawegen zouden volgens overleveringen van een vroeger tijdperk zijn, maar zowel de wegen als Sacsyhuaman worden wel aan de Inca's toegeschreven.

## Kritiek
De archeologie wijst een 'voorloper' van de bekende beschavingen uit de oudheid af wegens het ontbreken van bewijs. Een bekende tegenstander van het idee dat er een geavanceerde voorloper was van de Egyptische beschaving is bijvoorbeeld de egyptoloog Zahi Hawass.